# Ганс Енгелін
Ганс Енгелін (нім. Hans Engelien; 30 травня 1913, Берлін — 9 травня 1945, Лібау) — німецький офіцер, оберстлейтенант вермахту. Кавалер Лицарського хреста Залізного хреста з дубовим листям.

## Біографія
1 квітня 1933 року вступив в 11-й піхотний полк. В 1939 році — ад'ютант 1-го батальйону 3-го стрілецького полку 3-ї танкової дивізії. Учасник Польської кампанії. 18 квітня 1940 року — командир 6-ї роти свого полку. Учасник Французької кампанії, а також Німецько-радянської війни. З 1 липня 1941 року — командир 2-го батальйону. У вересні 1941 року відправлений на курси офіцерів Генштабу в штаб 12-ї танкової дивізії. З квітня 1943 року — командир 118-го гренадерського полку. З червня 1944 року — ад'ютант штабу 41-го танкового корпусу, з липня 1944 року — командир 12-го танкового розвідувального батальйону. Відзначився у боях на Німані.  З вересня 1944 року — командир 25-го моторизованого полку 12-ї танкової дивізії, з яким взяв участь у боях в Курляндському котлі. Зник безвісти.

## Звання
- Фанен-юнкер (1 квітня 1933)
- Фенріх (1934)
- Лейтенант (1 квітня 1935)
- Оберлейтенант (1936)
- Гауптман (1 травня 1941)
- Майор (20 березня 1943)
- Оберстлейтенант (1 січня 1945)

## Нагороди
- Медаль «За вислугу років у Вермахті» 4-го класу (4 роки)
- Залізний хрест
  - 2-го класу (22 вересня 1939)
  - 1-го класу (24 жовтня 1939)
- Штурмовий піхотний знак в сріблі
- Німецький хрест в золоті (5 листопада 1941)
- Медаль «За зимову кампанію на Сході 1941/42»
- Нагрудний знак «За поранення» в сріблі
- Почесна застібка на орденську стрічку для Сухопутних військ (7 квітня 1944)
- Лицарський хрест Залізного хреста з дубовим листям
  - лицарський хрест (12 серпня 1944)
  - дубове листя (№788; 16 березня 1945)